# Solradie
Solradien används inom astronomin för att beskriva stjärnors och galaxers storlekar. Solradie är en enhet för avstånd som används inom astronomin för att uttrycka storleken på stjärnor i förhållande till solen. Solradien definieras vanligtvis som radien till lagret i solens fotosfär där det optiska djupet är lika med 2/3:
{\displaystyle 1\,R_{\odot }=6.957\times 10^{8}{\hbox{ m}}}
695 700 kilometer är ungefär 10 gånger Jupiters genomsnittliga radie, cirka 109 gånger jordens radie, och 1/215 av en astronomisk enhet, jordens avstånd från solen. Det varierar något från pol till ekvator på grund av dess rotation, vilket inducerar en avplattning i storleksordningen 10 delar per miljon.
För dvärgstjärnor och exoplaneter används ibland Jupiters radie som enhet. 

1 RJ = 2,568·10-4 R☉

## Mätningar

Utvecklingen av solluminnositeten, radien och den effektiva temperaturen jämfört med dagens sol. Efter Ribas (2009)

Den obemannade SOHO-rymdfarkosten användes för att mäta solens radie genom att koordinera transiteringar av Merkurius över solytan 2003 och 2006. Resultatet blev en uppmätt radie på 696 342 ± 65 ± kilometer.
Haberreiter, Schmutz & Kosovichev (2008) bestämde att radien som motsvarar solfotosfären skulle vara 695 660 ± 140 kilometer. Detta nya värde är förenligt med helioseismiska uppskattningar. Samma studie visade att tidigare uppskattningar med hjälp av inflektionspunktsmetoder hade överskattat radien med ca 300 km. 

## Nominell solradie
År 2015 antog Internationella astronomiska unionen resolution B3, som definierade en uppsättning nominella omvandlingskonstanter för stjärn- och planetarisk astronomi. Beslutet definierade den nominella solradien (symbol {\displaystyle R_{\odot }^{N}}) till att vara lika med exakt 695 700 km. Det nominella värdet, vilket är det avrundade värdet, inom den osäkerhet som gavs av Haberreiter, Schmutz & Kosovichev (2008), antogs för att hjälpa astronomer att undvika oklarhet när de angav stjärnradier i enheter av solens radie, även om framtida observationer sannolikt kommer att förfina solens faktiska fotosfäriska radie (som för närvarande endast är känd med en noggrannhet av ungefär ±100–200 km).

## Exempel
Solradier som enhet är vanliga när man beskriver rymdfarkoster som rör sig nära solen. Två rymdfarkoster under 2010-talet är:
- Solar Orbiter (så nära som 45 R☉ )
- Parker Solar Probe (så nära som 9 R☉ )